# Coesistenza pacifica

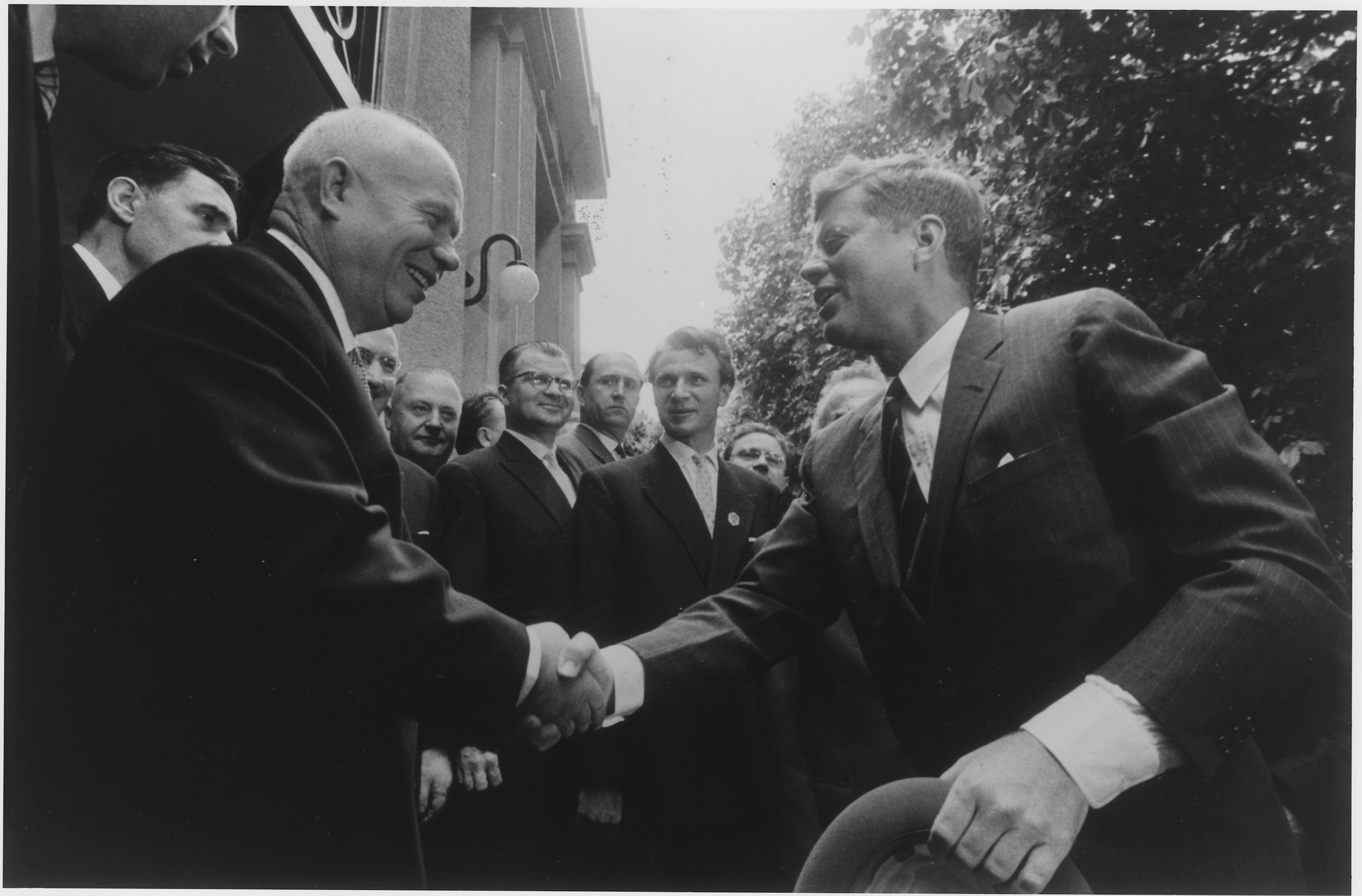
Chruščëv (a sinistra) e Kennedy (a destra) nel 1961. Il leader sovietico fu promotore del concetto di "coesistenza pacifica" negli anni della Guerra fredda.

Con il termine coesistenza pacifica si intende comunemente una dottrina di politica estera sviluppata in particolare in Unione Sovietica durante la Guerra fredda da Nikita Chruščёv in riferimento alle relazioni tra Unione Sovietica e Stati Uniti.
Secondo tale teoria, la rivalità fra le due superpotenze atomiche sarebbe stata da leggersi non più nell'ottica di una preparazione ad un futuro scontro militare, quanto nei termini di una sfida in termini politico-economici, non necessariamente preludio di un conflitto armato.
In generale, l'espressione viene utilizzata per indicare la convivenza non conflittuale di due sistemi o blocchi ideologicamente contrapposti.

## Storia
Il ricorso al termine "coesistenza" per definire i rapporti fra l'Occidente capitalista e lo stato socialista sovietico è stato usato diverse volte dai leader politici dell'URSS. Già Lenin aveva parlato di una pacifica coabitazione fra Unione Sovietica e stati occidentali, in occasione della tregua seguita al raggiunto riconoscimento da parte della comunità internazionale gli inizi degli anni '20.
Sebbene in linea di principio contraria ai dettami del marxismo ortodosso (per il quale vige una incompatibilità di fondo fra il sistema comunista e quello capitalista, destinata a sfociare in un conflitto inevitabile), la linea della coesistenza con l'Occidente ricevette una nuova formulazione ufficiale all'inizio degli anni '50 da parte di Malenkov, che parlò di una possibile di convivenza fra blocco occidentale e sovietico, certo comunque del trionfo finale di quest'ultimo, in virtù della sua intrinseca superiorità.
In questa versione, presente nella relazione finale del XIX Congresso del Partito Comunista dell'Unione Sovietica del 1952, la linea politica venne ripresa nel 1956 nel discorso di Chruščёv, segretario generale del PCUS, al XX Congresso del Partito Comunista dell'Unione Sovietica, e divenne l'orientamento ufficiale del partito, pubblicizzato dallo stesso Chruščёv durante il suo viaggio in America nel 1959.
In esplicita rottura con la dottrina staliniana, Chruščёv parlò apertamente di una possibilità di "coesistenza pacifica" con l'Occidente, la sfida con il quale sarebbe dovuta svilupparsi non tanto sul terreno della preparazione ad una più o meno imminente terza guerra mondiale, quanto su quello di una contrapposizione competitiva politica, ideologica ed economica. Presupposto di questa visione era l'idea, di cui Chruščёv rimase sempre convinto, che il sistema pianificato comunista fosse intrinsecamente superiore a quello fondato sul dominio del libero mercato, e che avrebbe alla lunga prevalso naturalmente su quello rivale. Sul piano strategico, il possesso della bomba atomica, di cui l'URSS disponeva sin dal 1949, garantiva inoltre un effettivo deterrente contro un eventuale attacco diretto da parte statunitense.
Sul piano specificamente geopolitico, la dottrina venne talvolta definita della coesistenza competitiva: con questa espressione si intendeva sottolineare lo sforzo da parte delle ideologie marxista da una parte e liberalista dall'altra di "attrarre" nel proprio campo, in virtù della propria maggiore forza ideologica, quei paesi non ancora allineati che proprio negli anni '50 stavano iniziando a costituire un fronte importante del confronto fra le due superpotenze (in particolare in Asia e in Africa).
La teoria non era vista come una rinuncia alla lotta per il predominio del socialismo nel mondo, che però, come lo stesso Chruščёv ebbe a dichiarare, deve astenersi dall'uso del conflitto aperto come mezzo di risoluzione delle controversie. Era anzi intesa come una vera e propria continuazione della lotta di classe, trasposta su un piano internazionale.
La dottrina della coesistenza pacifica divenne il nuovo cardine della politica estera sovietica post-staliniana. Questo non impedì tuttavia il presentarsi di acute crisi internazionali (come la crisi di Cuba e la costruzione del Muro di Berlino), né trattenne il segretario dall'approvare misure repressive simili a quelle del suo criticato predecessore, quali la repressione della rivoluzione ungherese del 1956. Il principio della coesistenza si mostrò così applicabile solamente in relazione con gli Stati Uniti, e non nei confronti degli stati satelliti del blocco orientale.
Il rifiuto della dottrina adottata dalla nuova dirigenza sovietica fu una delle concause della rottura con la Repubblica Popolare Cinese di Mao Zedong, che alla fine degli anni '50 giunse ad accusare Chruščёv di revisionismo, e che culminò con la rottura delle relazioni diplomatiche nel 1964.
Con le dimissioni di Chruščëv nel 1964, l'orientamento politico sovietico tornò nuovamente ad essere percepito come "più rigido" nei confronti delle posizioni occidentali (sebbene la possibilità di arrivare ad un vero e proprio conflitto su scala mondiale fosse di fatto abbandonata dai suoi successori), e l'espressione cadde in disuso nel lessico politico del PCUS.

## Uso recente
Con la fine della Guerra fredda, l'espressione è stata utilizzata al di fuori del suo contesto originario ed è stata adottata in un senso più generale. Nel suo discorso di Natale del 2004, Papa Giovanni Paolo II ha fatto appello ad una "convivenza pacifica" nell'area del Medio Oriente.